# 6479 Leoconnolly
6479 Leoconnolly è un asteroide della fascia principale del diametro medio di circa 17,02 km. Scoperto nel 1988, presenta un'orbita caratterizzata da un semiasse maggiore pari a 2,6130442 UA e da un'eccentricità di 0,1831890, inclinata di 13,30367° rispetto all'eclittica.